# CDAX
| CDAX                     |              |
| Performanceindex         |              |
| ISIN                     | DE0008469602 |
| WKN                      | 846960       |
| Kursindex                |              |
| ISIN                     | DE0008469800 |
| WKN                      | 846980       |
| 360 Aktien Dezember 2023 |              |

Der CDAX (Abkürzung für Composite DAX) wurde am 17. September 1993 bei der Deutschen Börse AG als zusätzlicher Index zum bekannten Deutschen Aktienindex (DAX) eingeführt. Während der DAX mit nur 40 Standardwerten eine geringe aber gewichtige Anzahl von Aktien umfasst, enthält der CDAX alle an der Frankfurter Wertpapierbörse im General Standard und Prime Standard notierten deutschen Aktien. Ausländische Aktien beispielsweise von Qiagen oder Airbus sind nicht im CDAX enthalten. Er wird von der Deutschen Börse als Performanceindex und als Kursindex berechnet. Als Ausgangspunkt für die Berechnung wurde der 30. Dezember 1987 gewählt und ein Wert von 100 Punkten angesetzt. Es gibt historische Aktienkurse, so dass für den Kursindex ein Rückblick bis zum Jahr 1970 möglich ist.

## Gelistete Aktien
Im Jahr 1973 gab es 156 in einem regulierten Markt (damals: amtlicher Handel und geregelter Markt) notierte Aktiengesellschaften in Deutschland. Diese Zahl stieg bis zum Jahr 2014 auf 485. Nicht alle davon sind im CDAX enthalten, weil manche nur an Regionalbörsen notiert sind.